# 伊綴爾·凱勒布琳朵
伊綴爾·凱勒布琳朵（英語：Idril Celebrindal），是英國作家約翰·羅納德·瑞爾·托爾金的史詩式奇幻小說《精靈寶鑽》中的人物。諾多族第五任最高君王特剛之女，母親是埃蘭薇，圖爾之妻子，生下大航海家埃蘭迪爾。
她的名字是辛達林語，原本的昆雅語名字是Itarildë。凱勒布琳朵的意思是「銀足」（Silver-foot）。
伊綴爾·凱勒布琳朵是特剛之獨女，與父親一起經過西爾卡瑞西海峽進入中土大陸，為隱藏王國貢多林之承繼人，伊綴爾的表弟梅格林暗戀她，但伊綴爾一點也不喜歡他。
當人類英雄，胡爾之子圖爾進入了貢多林，伊綴爾愛上了他，特剛亦愛他有如兒子，他答允了圖爾與伊綴爾的婚事，他們是繼貝倫與露西安之後，人類與精靈第二次結合。
貢多林陷落之後，他們兩人帶領貢多林遺民，逃亡到西瑞安河口。期間，他們也接收了多瑞亞斯逃亡而來的愛爾溫和多瑞亞斯遺民，愛爾溫是貝倫與露西安之孫女，她後來嫁埃蘭迪爾。
當圖爾漸漸年老，造船者瑟丹為他打造了一艘船，圖爾與伊綴爾前往西方，從此不見蹤影，精靈相信他們到了維林諾，圖爾是唯一一位人類被算在伊露維塔首生的子女，他們會在維林諾居住到永遠。